# Anisopodus degener
Anisopodus degener là một loài bọ cánh cứng trong họ Cerambycidae.